# Lathyrus pratensis
Lathyrus pratensis es una planta del género Lathyrus de la familia de las fabáceas. Tiene alrededor de 160 especies.

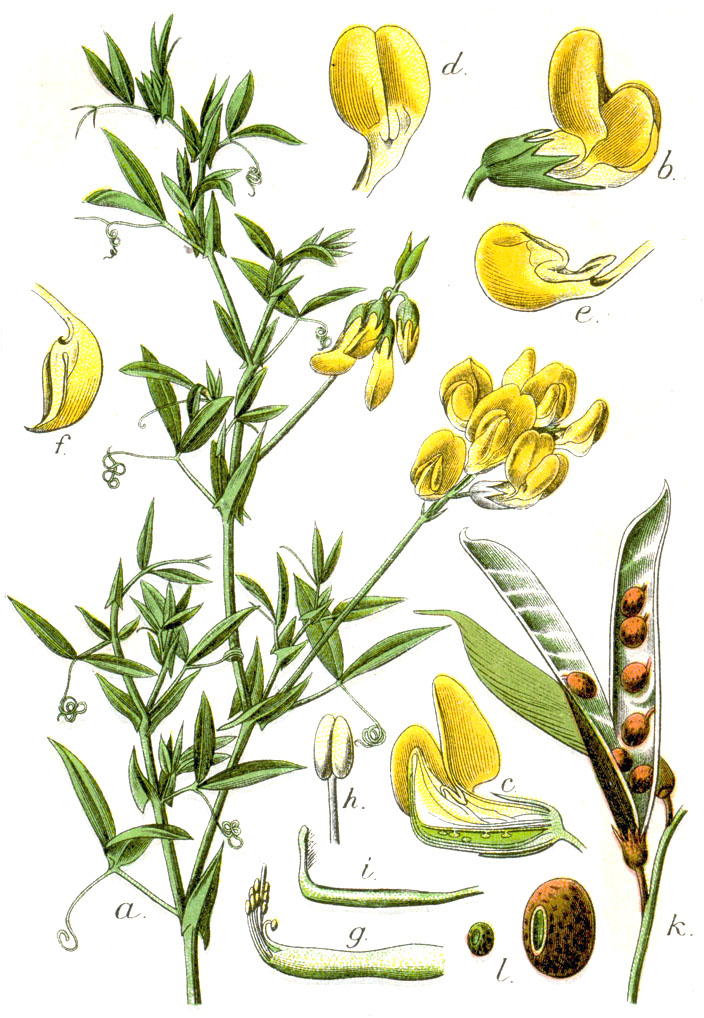
Habitus

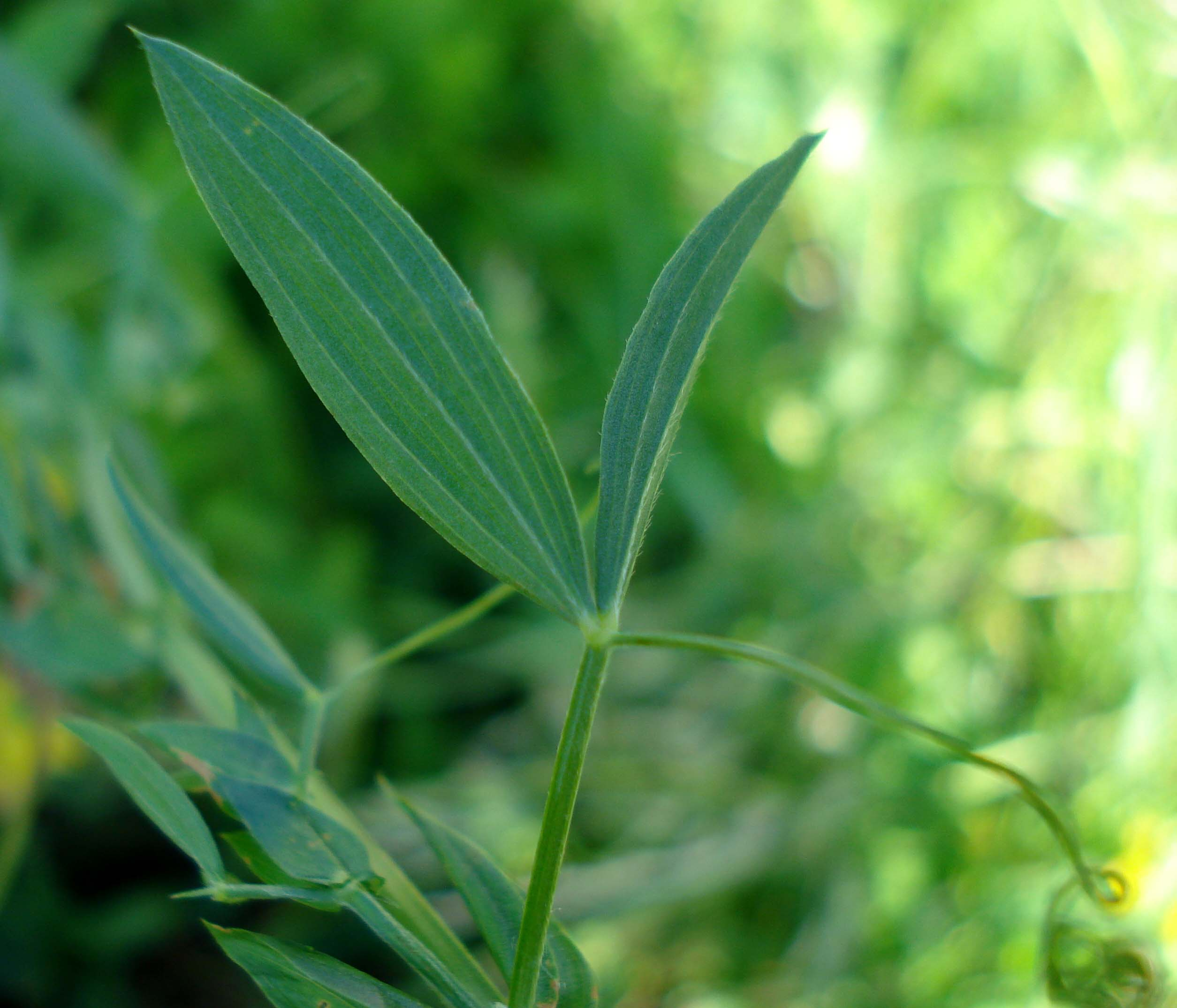
Hojas

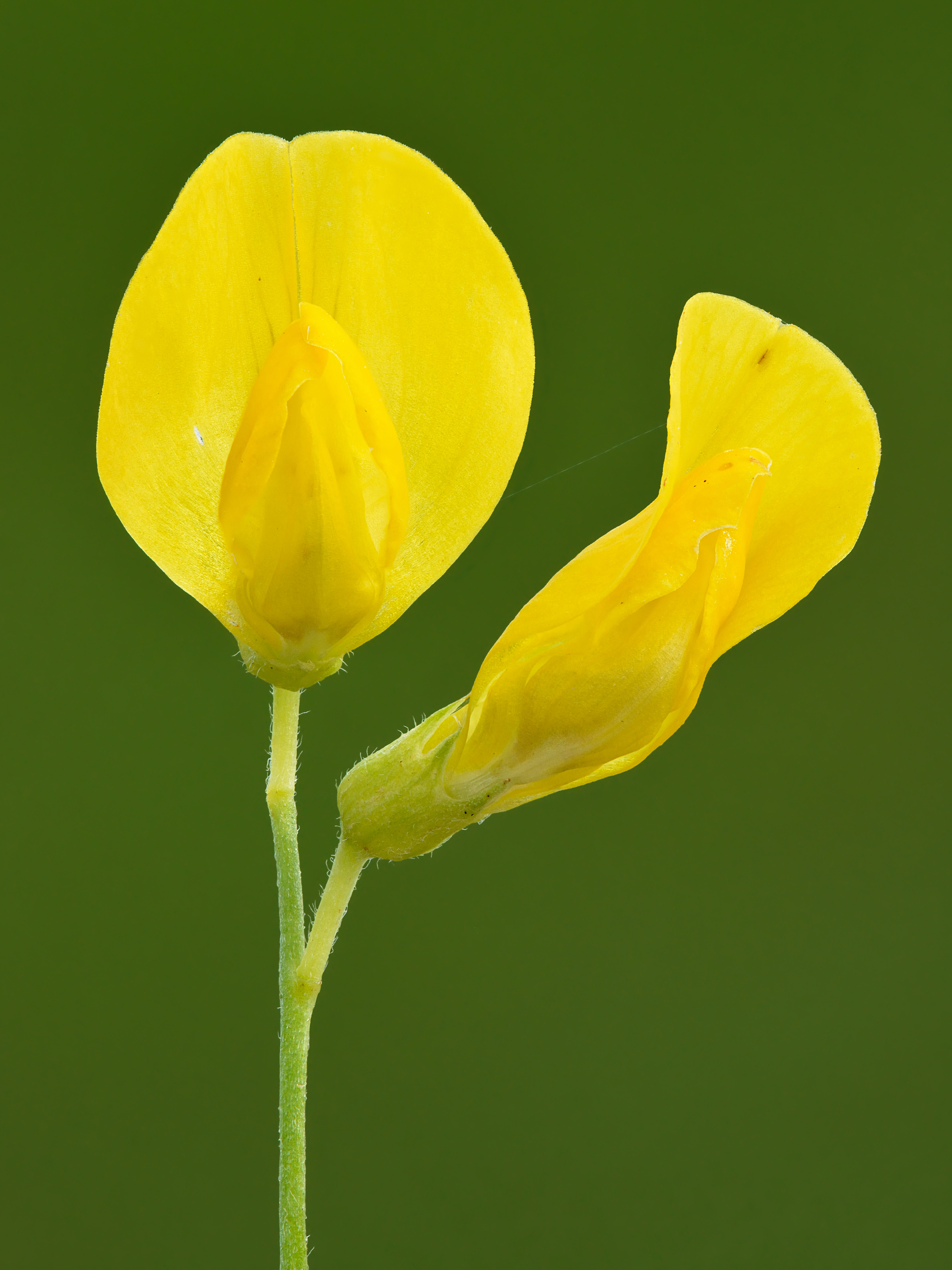
Detalle de la flor

## Descripción
Es una planta trepadora, perenne, de tallos angulares de hasta 1,2 m. Las hojas tienen sólo un par de folíolos con un zarcillo terminal; estípulas grandes, foliformes, sagitadas.  Flores amarillas, 5-12 en inflorescencias de largos cabillos mucho más largas que las hojas; pétalos 1-1,6 cm. Vaina negra. Es una especie muy variable.

## Hábitat
Habita en prados de siega y malezas.

## Distribución
Por toda Europa. 

## Taxonomía
Lathyrus pratensis fue descrito por Carlos Linneo y publicado en Species Plantarum 2: 733. 1753.
Citología
Número de cromosomas de Lathyrus pratensis (Fam. Leguminosae) y táxones infraespecíficos: 2n=28
Etimología
Lathyrus: nombre genérico derivado del griego que se refiere a un antiguo nombre del "gisante".
pratensis: epíteto latíno que significa "de los prados"
Variedad aceptada
- Lathyrus pratensis subsp. velutinus (DC.) Kerguélen

Sinonimia
- Orobus pratensis Stokes[2]

## Nombres comunes
- Castellano: arbelleta, arveja de campo, arvejana, hierba guisantina, latiro de prado, latiro de prados (2), látiro de prado.(el número entre paréntesis indica las especies que tienen el mismo nombre en España)[6]